# Edward Lloyd (Politiker, 1779)

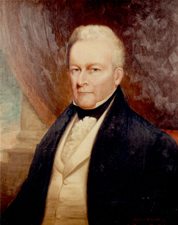
Edward Lloyd

Edward Lloyd  (* 22. Juli 1779 im Talbot County, Maryland; † 2. Juni 1834 in Annapolis, Maryland) war ein US-amerikanischer Politiker, der den Bundesstaat Maryland in beiden Kammern des US-Kongresses vertrat sowie zwischen 1809 und 1811 dessen Gouverneur war.

## Frühe Jahre und politischer Aufstieg
Edward Lloyd entstammte einer in seiner Heimat prominenten Familie, die bereits seit dem frühen 17. Jahrhundert im Talbot County ansässig war. Stammvater der politisch aktiven Familie war Edward Lloyd II (1670–1718), der von 1709 bis 1714 Kolonialgouverneur der Province of Maryland war. Sein Sohn Edward Lloyd III (1711–1770) war der Vater von Edward Lloyd IV (1744–1796). Dieser war 1783–84 Delegierter für Maryland im Kontinentalkongress. Dessen Sohn Edward Lloyd V (1779–1834), also der Urenkel des Kolonialgouverneurs, war zwischen 1809 und 1811 Gouverneur des US-Bundesstaates Maryland. Schließlich war dessen Enkel Henry Lloyd (1852–1920) von 1885 bis 1888 ebenfalls Gouverneur von Maryland. Diese Reihe umfasst damit sechs Generationen.
Er genoss eine private Ausbildung in seiner Heimat. Seine politische Laufbahn begann im Jahr 1800 mit seiner Wahl ins Abgeordnetenhaus von Maryland. Dieses Mandat behielt er bis 1805. Zwischen 1807 und 1809 vertrat er seinen Bundesstaat im US-Repräsentantenhaus in Washington. Dorthin war er für den zurückgetretenen Joseph Hopper Nicholson nachgerückt.

## Gouverneur von Maryland
Am 9. Juni 1809 wurde er von der Legislative von Maryland als Nachfolger des am 6. Mai zurückgetretenen Robert Wright zum neuen Gouverneur dieses Staates gewählt. Während der Zeit zwischen dem 6. Mai und dem 9. Juni 1809 wurde das Amt des Gouverneurs von Maryland kommissarisch von James Butcher verwaltet. Ein Jahr später wurde Lloyd in diesem Amt bestätigt, so dass er bis zum 16. November 1811 im Amt bleiben konnte. In seiner Amtszeit wurde das Wahlrecht dahingehend geändert, dass man in Zukunft schon nach einem Jahr Aufenthalt im Staat Maryland das Wahlrecht hatte. Bis dahin waren es zwei Jahre gewesen. Der Gouverneur unterstützte das Handelsembargo der Bundesregierung unter Präsident James Madison gegen Frankreich und England.

## Aufstieg in den US-Senat
Während des Krieges von 1812 war Lloyd Offizier in der Miliz von Maryland. Zwischen 1811 und 1815 war er Mitglied im Senat von Maryland. Im Jahr 1818 wurde er als Kandidat der Demokratisch-Republikanischen Partei in den US-Senat gewählt. Dort wurde er Nachfolger von Robert Henry Goldsborough. Edward Lloyd blieb bis zu seinem Rücktritt am  14. Januar 1826 im Kongress. Im Senat war er Vorsitzender des Ausschusses, der sich mit den Angelegenheiten des District of Columbia befasste. Nach seinem Rücktritt übernahm Ezekiel F. Chambers seinen Senatssitz.

## Weiterer Lebenslauf
Zwischen 1826 und 1831 war er wieder im Senat von Maryland, im Jahr 1826 war er dessen Präsident. Edward Lloyd starb im Jahr 1834. Mit seiner Frau Sally Scott Murray hatte er sieben Kinder. Sein Enkel Henry Lloyd sollte zwischen 1885 und 1888 ebenfalls Gouverneur von Maryland werden.

## Sklavenhalter

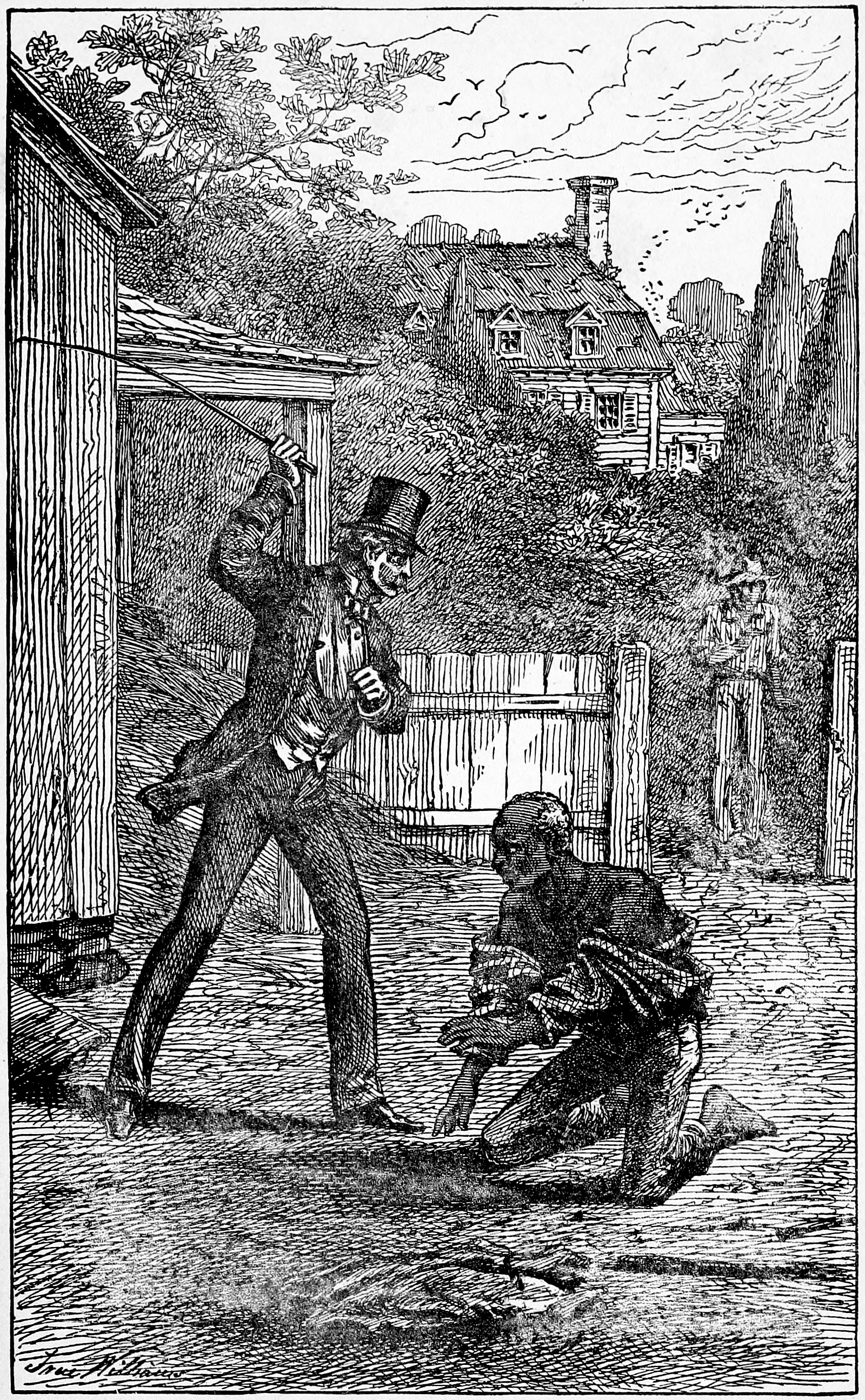
Die Illustration aus Life and Times of Frederick Douglass zeigt, wie Lloyd den alten Barney auspeitscht.

Lloyd ließ seine Besitzungen durch zahlreiche Sklaven bearbeiten und verteidigte als Politiker stets die Sklaverei. Der afroamerikanische Abolitionist Frederick Douglass, der als Kind Sklave eines weißen Angestellten von Lloyd gewesen war und eine Zeitlang auf dessen Hauptplantage gelebt hatte, berichtet in seinen Autobiographien von den Brutalitäten, die Lloyds Aufseher an den Sklaven begingen (u. a. berichtet er von einem Mord). Über den tyrannischen Umgang von Lloyd selbst mit seinen Sklaven schreibt Douglass in seiner ersten, 1845 erschienenen Autobiographie:
Colonel Lloyd konnte keinen Widerspruch von einem Sklaven ertragen. Wenn er sprach, musste der Sklave stehen, zuhören und zittern; und so war es buchstäblich. Ich habe gesehen, wie Colonel Lloyd den alten Barney, einen Mann zwischen fünfzig und sechzig, seinen Kopf entblößen und auf der kalten, feuchten Erde niederknieen ließ. Dann gab er ihm mehr als dreißig Hiebe auf seine nackten, von langer, harter Arbeit gebeugten Schultern.